# 小栗順三
小栗 順三（おぐり じゅんぞう）は、20世紀におもにメキシコで活動した、日系人の実業家、作庭師である。
別名マリオ・オグリ（Mario Oguri）。

## 略年譜
- 1930年代 - 帝国ホテルのボーイとなる。支配人の犬丸徹三の下で働く。
- 1938年、3月 - スウェーデン出身の富豪アクセル・ヴェナー＝グレンの使用人となる[1]。ヴェナー＝グレン所有のヨットに乗り、横浜を出帆。この時、19歳[2]。
- 1939年 - バハマのヴェナー＝グレン邸でガーデニングの修行をする。
- 1941年 - ヴェナー＝グレンに随行してメキシコに移る。
- 1940年代 - ヴェナー＝グレンがモレロス州クエルナバカに設立した観葉植物園「ハルディンコルテス（Jardin Cortes）」の支配人になる。
- 1953年
  - 2月頃 - ヴェナー＝グレンに随行して、バハマ、キューバ、プエルトリコ、ジャマイカ、ブラジルを訪問。ヴェナー＝グレンが特許を持っていたALWEG式モノレールの営業活動をする[3]。
  - 4月 - 日本に一時帰国し、帝国ホテル社長になっていた犬丸徹三に、ALWEG式モノレールへの投資を依頼する。
  - 5月 - 犬丸から日産・日立グループの創始者、鮎川義介を紹介される[4]。その後、1960年に日立製作所がALWEG社と契約する。犬丸は東京モノレール社長となって1964年に東京モノレール羽田空港線を開業させた。
- 1953年頃 - 1959年 - アメリカの富豪バーバラ・ハットンがクエルナバカ近郊ヒウテペックに造営した別荘「スミヤ（角屋）」の日本庭園を設計する。枯山水庭園は龍安寺のそれを参考にしている。バーバラ・ハットンは細部にまで要求を出し、小栗に日本の7ヶ所から庭石を取り寄せさせた。
- 1956年、12月 - モレロス州の物産共進会に日本庭園を出展する[5]。
- 1958年、11月 - 小木曽貞義をメキシコに呼び寄せる[6]。以後、作庭活動は小木曽と共同で行うことが多くなる。
- 1966年頃 - メキシコの富豪マヌレス・スアレスに岡本太郎の作品を紹介する。これをきっかけに、スアレスは岡本に壁画「明日の神話」の製作を依頼した[7]。
- 1967年頃 - 岡本太郎から「明日の神話」の下絵を受け取る。「下絵3号」と呼ばれているもので、小栗の没後の1999年に小栗の自宅に保管されていたことが判明した。下絵はふじ子夫人と岡本敏子の連名で名古屋市美術館に寄贈された。
- 1976年 - 「順三の世界旅行記」を発表する[8]。